# AP Hotels & Resorts / Tavira / AC Farense
Das Team AP Hotels & Resorts / Tavira / AC Farense ist ein portugiesisches Radsportteam mit Sitz in Tavira.

## Organisatio und Geschichte
Die Mannschaft wurde am 31. August 1979 als Clube de Ciclismo de Tavira in Tavria gegründet. Seit 2005 besitzt die Mannschaft eine UCI-Lizenz als Continental Team und nimmt hauptsächlich an den portugiesischen und spanischen Rennen der UCI Europe Tour und Rennen des nationalen Kalenders teil. Manager ist Vidal Fitas, der von dem Sportlichen Leiter Marcelino Teixeira unterstützt wird. Die Mannschaft wird mit Rädern der Marke Kuota ausgestattet.
Die bisher stärkste Saison hatte das Team 2010 mit 12 Saisonsiegen. Bekanntester ehemaliger Fahrer ist Rinaldo Nocentini, der von 216 bis 2019 für die Mannschaft fuhr und dort seine Karriere beendete. David Blanco, Rekordsieger der Portugal-Rundfahrt, erzielte drei seiner fünf Siege mit dem Team.

## Erfolge als Continental Team
| Rennserie                 | 2005 | 2006 | 2007 | 2008 | 2009 | 2010 | 2011 | 2012 | 2013 | 2014 | 2015 | 2016 | 2017 | 2018 | 2019 | 2020 | 2021 | 2022 | 2023 | 2024 |
| ------------------------- | ---- | ---- | ---- | ---- | ---- | ---- | ---- | ---- | ---- | ---- | ---- | ---- | ---- | ---- | ---- | ---- | ---- | ---- | ---- | ---- |
| UCI ProSeries             | -    | -    | -    | -    | -    | -    | -    | -    | -    | -    | -    | -    | -    | -    | -    | -    | -    | -    | -    | -    |
| UCI Continental Circuits  | 3    | 5    | 4    | 5    | 10   | 12   | 5    | 4    | -    | 7    | 1    | 2    | 1    | 5    | -    | 2    | 1    | -    | 1    | -    |
| nationale Meisterschaften | -    | -    | -    | -    | -    | -    | -    | -    | -    | 1    | -    | -    | -    | -    | 1    | -    | -    | -    | -    | -    |

## Platzierungen in UCI-Ranglisten
UCI-Weltrangliste
| World Ranking | World Ranking | World Ranking                | World Ranking |
| Jahr          | Teamwertung   | Einzelwertung                |               |
| ------------- | ------------- | ---------------------------- | ------------- |
| 2016          | —             | Rinaldo Nocentini (404. )    |               |
| 2017          | —             | Rinaldo Nocentini (230. )    |               |
| 2018          | —             | Joni Brandão (263. )         |               |
| 2019          | 107.          | Frederico Figueiredo (625. ) |               |
| 2020          | 77.           | Frederico Figueiredo (233. ) |               |
| 2021          | 119.          | Alejandro Marque (563. )     |               |
| 2022          | 133.          | Alejandro Marque (911. )     |               |
| 2023          | 168.          | Delio Fernández (1388. )     |               |
| 2024          | 123.          | Afonso Silva (811. )         |               |
|               |               |                              |               |
| Quelle: UCI   |               |                              |               |

UCI Africa Tour
| Saison    | Mannschaftswertung | Fahrerwertung        |
| --------- | ------------------ | -------------------- |
| 2009-2013 | -                  | -                    |
| 2014      | 14.                | Manuel Cardoso (56.) |

UCI America Tour
| Saison    | Mannschaftswertung | Fahrerwertung         |
| --------- | ------------------ | --------------------- |
| 2008      | 19.                |                       |
| 2009      | 32.                | Martín Garrido (301.) |
| 2010-2016 | -                  | -                     |

UCI Asia Tour
| Saison    | Mannschaftswertung | Fahrerwertung       |
| --------- | ------------------ | ------------------- |
| 2009-2013 | -                  | -                   |
| 2014      | 78.                | Bruno Sancho (334.) |
| 2015-2016 | -                  | -                   |

UCI Europe Tour
| Saison | Mannschaftswertung | Fahrerwertung            |
| ------ | ------------------ | ------------------------ |
| 2005   | 54.                | Martín Garrido (92.)     |
| 2006   | 51.                | Ricardo Mestre (157.)    |
| 2007   | 52.                | Martín Garrido (43.)     |
| 2008   | 38.                | David Blanco (27.)       |
| 2009   | 26.                | Cândido Barbosa (44.)    |
| 2010   | 25.                | David Blanco (32.)       |
| 2011   | 32.                | Ricardo Mestre (44.)     |
| 2012   | 64.                | Alejandro Marque (176.)  |
| 2013   | 103.               | Henrique Casimiro (584.) |
| 2014   | 94.                | Manuel Cardoso (321.)    |
| 2015   | 104.               | Manuel Cardoso (379.)    |
| 2016   | 64.                | Rinaldo Nocentini (206.) |

UCI Oceania Tour
| Saison    | Mannschaftswertung | Fahrerwertung       |
| --------- | ------------------ | ------------------- |
| 2009      | -                  | -                   |
| 2010      | 15.                | André Cardoso (30.) |
| 2011-2016 | -                  | -                   |